# Cabeça Gorda
Cabeça Gorda es una freguesia portuguesa del concelho de Beja, con 78,00 km² de superficie y 1.471 habitantes (2001). Su densidad de población es de 20,1 hab/km².